# Zamek w Wolborzu
Zamek w Wolborzu – niezachowany zamek, zlokalizowany dawniej w Wolborzu (województwo łódzkie).

## Historia
Słowo Castrum Wolbórz pojawia się źródłach pisanych z drugiej połowy XII wieku, jako własność biskupów włocławskich. Chodziło w tym wypadku najprawdopodobniej o gród kasztelański wraz z osadą targową.
Murowany obiekt na podmurówce z kamienia polnego został wybudowany w XIV wieku z inicjatywy albo biskupa Macieja z Gołańczy, albo biskupa Zbyluta z Wąsosa (jego bratanka). W połowie XV wieku z niezidentyfikowanych przyczyn uległ zniszczeniu, a odbudowano go w latach 1464-1473. Fundatorem był biskup Jan z Sienna. W kolejnych dziesięcioleciach zamek sukcesywnie rozbudowywano, m.in. z inicjatywy biskupa Hieronima Rozdrażewskiego. W okresie największego rozwoju, który osiągnął w wiekach XVI i XVII, miał formę czworoboku z wieżami narożnymi i główną wieżą o trzech kondygnacjach. Otoczony był fosą. Towarzyszył mu Zamek Dolny o charakterze gospodarczym oraz młyn zamkowy stojący po drugiej stronie ulicy Modrzewskiego (wówczas Krakowskiej), nad Moszczanką. Wzdłuż Moszczanki rozlokowane były ogrody biskupie. Miasto i zamek pozostawało własnością biskupów włocławskich do końca XVIII wieku. W 1671 budowlę strawił pożar, ale szybko została odrestaurowany. W 1776 kolejny pożar spowodował, że zamek opuścił ostatecznie biskup Antoni Ostrowski (przeniósł się do wzniesionego w sąsiedztwie pałacu). Porzucony obiekt został wkrótce rozebrany na cegłę. Pozostał po nim ziemny nasyp na zachodnim skraju dawnej owalnicy miejskiej.
Ruiny obiektu zaznaczone zostały na planie miasta z 1824. Nie dochowały się po nim żadne elementy budowlane. 26 maja 1901 odnaleziono w miejscu zamku płytę herbową (Doliwa), która została wmurowana w budynek przy ul. Modrewskiego 2 i nosi napis: R.P. 1901 r. 26 MAJA ZNALEZIONY I ODNOWIONY.
Na zamku, w celu koncentracji wojsk przed wojną z Krzyżakami, przebywał król Władysław Jagiełło.

## Badania archeologiczne
- 1994 – Aldona Chmielowska, Muzeum Archeologiczne i Etnograficzne w Łodzi,
- 2023 – Tomasz Olszacki[3].